# Јулија Раскина
Јулија Сергејевна Раскина (блр. Юлия Сергеевна Раскина; Минск, 9. април 1982), је бивша белоруска ритмичка гимнастичарка.
Рођена је у главном граду Белорусије, Минску, у спортској породици. Са четири године почела се бавити ритмичком гимнастиком. Њена мајка Наталија, је била репрезентативка Совјетског Савеза као ритмичка гимнастичарка а сада ради као тренер. Њен отац је такође тренер у атлетици за скок увис.
У својој каријери Раскина је била друголасирана на Летњим олимпијским играма 2000. у Сиднеј, 5 пута друга на светским првенствима, двострука првакиња Европе, 4 пута друга и 2 пута трећа. За своје успехе проглашена је за Спортисту године 1999. у Белорусији, а 2000. добија титулу Заслужни мајстор спорта Белорусије.
По завршетку спортске каријере 2005. и 2006, прикључила се циркусу Сунца Cirque du Soliel's где је наступала у спектаклу Corteo, заједно са бившим ритмичким гимнастичаркама Тамаром Јерофејевом и Мери Сандерс.